# Lo que hicimos fue secreto
Lo que hicimos fue secreto és un documental sobre la història del moviment punk a Madrid entre 1976 i 1993 dirigit per David Álvarez. El projecte en format transmèdia està realitzat per Eleventh Floor en el contingut històric, musical i social i està recolzat per Radiotelevisió Espanyola. A més del webdoc, el projecte ve acompanyat d'un llargmetratge documental en què s'aprofundeix en la influència de la subcultura punk i hardcore en la configuració social de Madrid. D'entre els protagonistes hi participaren Poison Bambee, José Calvo, Gaboni, Mugretone, Laura Pardo, Ángela Saura i Juanjo Valmorisco que compondrien una visió de la influència del moviment a través de relats en vídeo, fotografies, música, il·lustracions, etcètera. L'any 2016 guanyà el premi a millor documental al festival de cinema Beefeater In-Edit Nacional 2016.
El documental és un treball que recull extractes de més de 60 entrevistes que començaren a gravar-se l'any 2011 i fins a la finalització del documental, el finançament del qual es realitzà amb una campanya de micromecenatge. La història del documental es remunta fins a la prehistòria del punk madrileny, parlant amb Ramoncín, Kaka de Luxe, la premsa underground, el rotllo més freak i bandes com Pegamoides. Per passar a les primeres formacions estrictament punk i que sorgirien en paral·lel a la Movida madrilenya i que foren vetades en el Rock-Ola, com per exemple PVP, La Broma de Satán, Espasmódicos o La UVI. Passant per l'assetjament policial contra el moviment punk, la Movida i l'anti-Movida, les drogues com el speed i els avortaments, l'arribada del hardcore, l'escena política i les primeres ocupacions. La producció cooperativa del documental aniria a càrrec de Eleventh Floor Studio en col·laboració amb Ideograma i el Màster en Comunicació, Cultura i Ciutadania Digital de la Universitat Rei Joan Carles de Madrid.